# 惡棍英雄：死侍
是一部2016年美國超級英雄電影，改編自漫威漫畫旗下的反英雄角色死侍，本片為X戰警系列電影的第八部作品，由提姆·米勒執導，雷特·瑞斯和保羅·韋尼克撰寫劇本，並由萊恩·雷諾斯、莫蓮娜·芭卡琳、布莉安娜·海德布蘭德、T·J·米勒、艾德·斯克林、史提芬·卡皮契、萊斯莉·奧加姆斯和吉娜·卡拉諾主演。电影讲述韦德·威尔森在他人迫害下毁容的同时意外取得异变超能力，变成话特別多而且经常打破第四面墙的反英雄。
2004年2月，新線影業已經開始計畫發展以死侍為主角的電影。然而，2005年3月，新線影業放棄了本片並交易給對此感興趣的二十世紀福斯。2009年5月，二十世紀福斯找來了編劇，並於2011年4月確認由提姆·米勒執導。此外，本片是低成本製作，5800万美元的预算远低于大部分超级英雄大片。本片於2015年3月在加拿大溫哥華開拍，並於2016年2月8日在法國巴黎首映，12日在美国上映，成為了R級（限制級）北美電影最高首映週末票房，並打破了其他許多的票房；甚至是大獲好評，影評人認為儘管劇情有些公式化，但萊恩·雷諾斯的表現、電影的幽默和動作場面的確值得讚許。續集《死侍2》於2018年上映。

## 劇情
前特種部隊的僱傭兵韋德·威爾遜在退伍後以臨時打手為生並為人「打抱不平」，但一直否認自己是一個英雄。他在常去的俱樂部認識一位脫衣舞娘凡妮莎，和她譜出一段長時間的熱戀。當他們倆開始談婚論嫁時，韋德卻被診斷出癌症末期，為了不讓深愛的未婚妻難過，韋德只好趁夜裡離她而去，迫切想把癌症治好而四處求醫。這時一位自稱史密斯特工的招募員對韋德提議加入他代表的組織，稱他們的科學技術能夠治療他的病症。不知深淺的韋德輕信他而簽約，被送到由阿賈克斯和沙塵天使管理的移動型實驗室，進去才知道裡面所進行的是非法實驗。
阿賈克斯試圖靠注射能夠激活人體裡變種基因的血清，將韋德體內的變種能力激發，但韋德合不攏嘴加上無止盡嘲諷、還嘲笑其本名「法蘭西斯」，反而讓阿賈克斯憤而透過氧氣調解箱來激發韋德體內的癒合因子，使他擁有受傷後快速癒合的能力。該實驗雖然治好他的癌症，但換來的結果卻是皮膚因缺氧導致腐爛的毀容。阿賈克斯還透漏他們並不是要創造超級英雄，實際上想將他改造成超級士兵後抓去賣奴。韋德在夜裡藉著偷走天使嘴裡叼着的一根火柴，點燃氧氣調節箱引爆整間實驗室，韋德與前來滅火的阿賈克斯發生衝突時從他口中得知，他是唯一能夠使其恢復原來容貌的人。韋德經歷千辛萬苦逃脫後，因為毀容而沒臉回去見凡妮莎，還被路邊的群眾指指點點。如今痛不欲生的韋德找回自己的老友黃鼠狼，決定尋找阿賈克斯實施報復並尋求解藥。
韋德於是化身為一名面具俠客，以黃鼠狼酒吧裡的死亡輪盤「死侍」作為自己的名號，並和一名善良的盲婦愛兒住在同一間房子裡。韋德隨後開始對阿賈克斯展開追擊，在追擊期間由於時常受傷而被血弄髒衣服，因此被愛兒說服換上一件紅色戰服應戰。透過四處拷問和阿賈克斯有過來往的線人乃至他的組織成員後，韋德還找到當初欺騙他加入實驗的史密斯，向他問出阿賈克斯的下落後弄斷他數根骨頭。韋德隨後獨自在高速公路上偷襲阿賈克斯的車隊，殲滅他的大部分手下後抓獲阿賈克斯，開始對他拷問恢復容貌的解藥時，卻被突然趕到的兩名X戰警鋼人和青少女彈頭制止。阿賈克斯趁混亂逃跑後，鋼人試圖說服韋德加入X戰警，在韋德不情願後用手銬將他拉走，但韋德卻用刀鋸掉自己的手後逃跑，並在當晚開始再生回來。
阿賈克斯為了防止韋德繼續干涉自己的非法生意，來到黃鼠狼的酒吧得知他曾經和凡妮莎在一起過，並取走牆上的照片後離開，黃鼠狼便緊急對韋德通報這件事情。正當韋德對於去找凡妮莎而感到猶豫不決時，凡妮莎已被阿賈克斯和沙塵天使抓走，兩人告知韋德前往一個封存一架除役的空中航母的廢料場見面贖人。韋德在無從選擇下只好找鋼人和青少女彈頭合作，以答應加入X戰警作為交換協助他拯救凡妮莎，三人於是一同上陣來到廢料場，對抗成群的阿賈克斯的傭兵。鋼人和沙塵天使空手獨鬥，韋德殺死多數傭兵後來到航母上對決阿賈克斯。這時，青少女彈頭看到鋼人不敵天使而趨於下風，藉由將自己變為一顆活彈頭後重創航母的支撐鐵架。整座航母開始下墜時，爆炸的衝擊擊昏沙塵天使，而鋼人將她和撞昏的青少女彈頭抬至安全地帶。
韋德營救凡妮莎後逼迫阿賈克斯治好自己，但阿賈克斯卻大言不慚地坦言其實根本沒有解藥。韋德在無法接受他的答案之下，不顧鋼人的用心阻止而槍殺阿賈克斯。戰後，凡妮莎本來對韋德遺棄自己的行為感到憤怒，但在韋德表露歉意與真情後，凡妮莎諒解韋德毀容的苦衷而拿下他的面具；兩人徹底釋盡前嫌後深吻。電影結束後，韋德身穿死侍的服裝並外加睡衣對觀眾表示，這不會像一般的超級英雄電影會有幕後彩蛋片段，也無需期待山繆·傑克森會戴著“黑色眼罩”出現，但他告知觀眾在續集裡會看到機堡登場。

## 演員
| 演員                                   | 角色                                               | 備註 |
| 萊恩·雷諾斯 Ryan Reynolds              | 「死侍」韋德·威爾遜 Deadpool／Wade Wilson          | 一名前特種部隊的僱傭兵，原希望靠修復因子治癒他的癌症，卻因實驗的不穩定而使自己毀容，但同時獲得不死和再生的能力。                                              |
| 莫蓮娜·芭卡琳 Morena Baccarin          | 凡妮莎·卡萊爾 Vanessa Carlysle                     | 韋德的女友，一名脫衣舞娘，在一間裸體鋼管舞俱樂部工作。 |
| 艾德·斯克林 Ed Skrein                  | 「阿賈克斯」法蘭西斯·費里曼 Ajax／Francis Freeman  | 一名無法感受痛覺的變種人，「X武器」計劃的神祕執行人和武器專家，負責韋德自願接受的實驗。                                                                       |
| T·J·米勒 T.J. Miller                   | 黃鼠狼 Weasel                                      | 僱傭兵酒吧的經營人，韋德的最好的朋友，時常幫助他。 |
| 吉娜·卡拉諾 Gina Carano                | 沙塵天使 Angel Dust                                | 一名女變種人，阿賈克斯的助手，力大無窮，力氣和鋼人不分上下。                                                                                                  |
| 布莉安娜·海德布蘭德 Brianna Hildebrand | 青少女彈頭 Negasonic Teenage Warhead               | 一名變種人，她的能力就有如一個會呼吸的活核彈，圍繞自身放出强大的爆炸力，能夠給敵人重重一擊。她的造型比較男性化，因此被韋德嘲笑是電影《異形3》裡的「蕾普利」。 |
| 史提芬·卡皮契 Stefan Kapičić           | 鋼人 Colossus                                      | 一名變種人，變種人學校的大家長，擁有紳士風度和愛說教的嘴巴，擁有鋼鐵的堅固身軀和怪力。                                                                        |
| 莱斯莉·奥加姆斯 Leslie Uggams          | 盲婦愛兒 Blind Al                                  | 一名眼盲老嫗，韋德的室友，喜歡吸古柯鹼。 |
| 卡蘭·索尼 Karan Soni                   | 阿杜 Dopinder                                      | 計程車司機，印度人，由於失戀而和坐他車的韋德溝通，並成為了好朋友。                                                                                            |
| 傑德·瑞斯 Jed Rees                     | 「招募員」傑瑞德·史密斯 The Recruiter／Jared Smith | 「X武器」計劃的招募員，為阿賈克斯工作，又稱「史密斯特工」（取自電影駭客任務）。                                                                               |
| 史丹·李 Stan Lee                       | 脫衣舞俱樂部主持人                                 | 客串。 |
| 羅布·利菲爾德 Rob Liefeld              | 黃鼠狼酒吧的顧客                                   | 客串。 |

羅勃·艾泰（Rob Hayter）短暫客串演出九頭蛇特工鮑勃，但因版權問題而不將此角設定成九頭蛇成員，而是法蘭西斯的一名手下。

## 製作

### 發展
2004年2月，新線影業試圖開發死侍的電影，由大衛·S·高耶編劇和執導，並由萊恩·雷諾斯主演。8月，高耶為了其他項目而離開本計畫。 2005年3月，二十世紀福斯對此感到興趣，而從新線那交易周轉到了本項目。福斯最初考慮作為《X戰警：金鋼狼》的分拆電影，同樣由雷諾斯飾演。《X戰警：金鋼狼》的首映週末的票房成功後，工作室宣布，勞倫·舒勒·唐納將作為《死侍》的監製；唐納說，她將要忽略掉《X戰警：金鋼狼》中的作用和重啟該角色。她還指出，死侍將會有著原作漫畫中該有的性格，如打破第四面牆。雷特·瑞斯和保羅·韋尼克在2010年1月被雇來撰寫劇本。事實上，導演勞勃·羅里葛茲早在2010年6月將劇本的草稿呈交上去，但與羅里葛茲的談判告吹，而亞當·伯格則是一位頂級的導演競爭者。2011年4月，視覺效果總監提姆·米勒被聘作為導演。2014年7月28日，一則在2012年製作的電影的測試短片於網上被流出，短片中的角色為萊恩·雷諾斯配音。隔天，其測試影片正式由模糊工作室發布在網上，動畫影片是提姆·米勒在2012年製作的，而模糊工作室正是他的公司；但是当年福斯方面看过短片后并没有同意影片的制作，即使当年5月的《复仇者联盟》获得了巨大成功，也没有让福斯为项目开绿灯。直到2014年9月，由於因測試影片獲得了外界的積極反應，福斯正式宣布電影的上映日期為2016年2月12日。
在2014年10月，監製賽門·金柏格表示，這部電影將會與其他「X戰警系列電影」共享同一宇宙。2015年4月，福斯正式宣布電影將會是「R級」（台灣為輔15級）。

### 選角

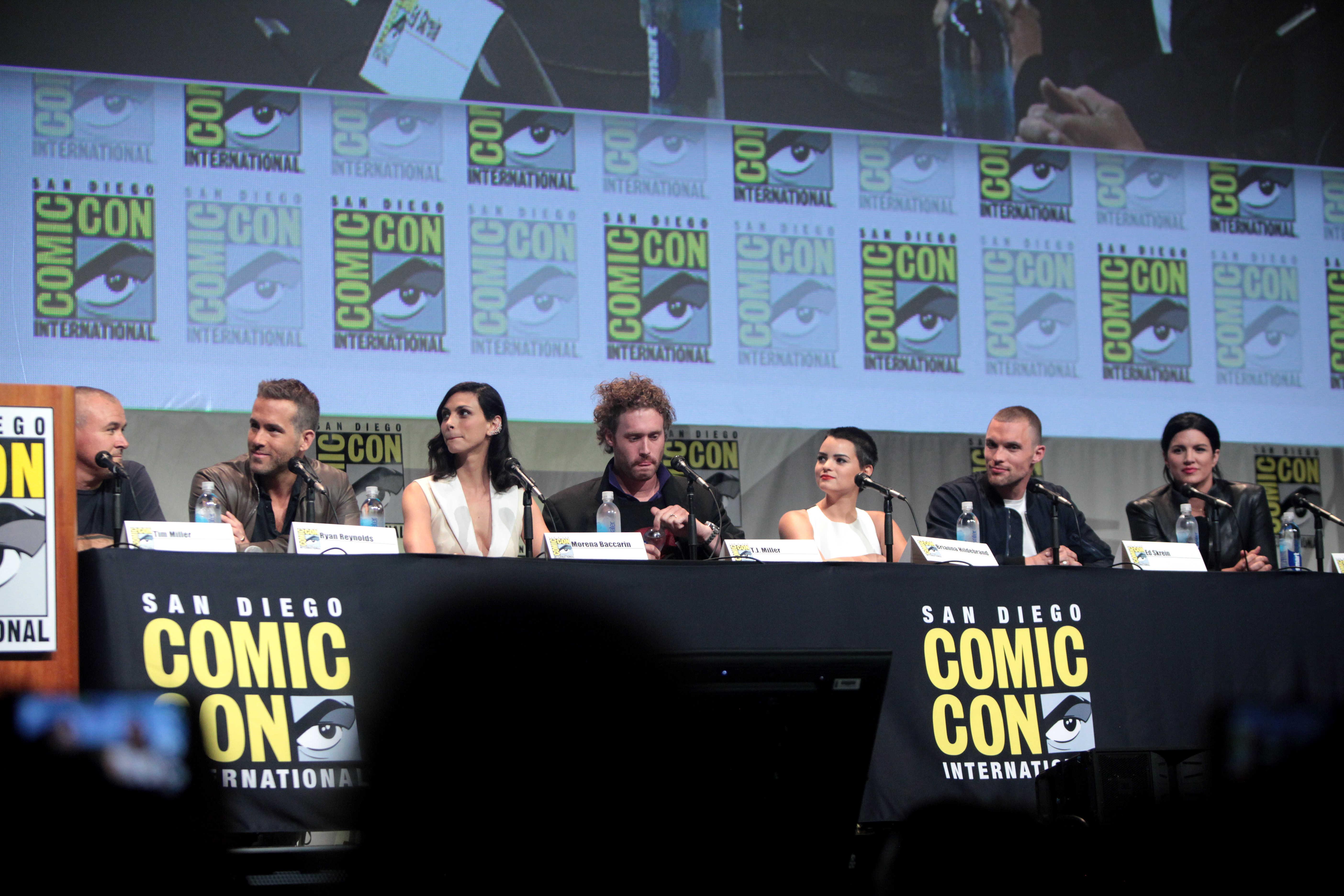
導演提姆·米勒、演員萊恩·雷諾斯、莫蓮娜·芭卡琳、T·J·米勒、布萊娜·希爾德布蘭德、艾德·斯克林和吉娜·卡拉諾出席於2015年的聖地亞哥國際動漫展

2014年12月，萊恩·雷諾斯被證實將飾演韋德·威爾遜／死侍。2015年1月，T·J·米勒和艾德·斯克林進入談判加入電影。2015年2月，米勒和莫蓮娜·芭卡琳確認加入劇組，飾演角色未知；而吉娜·卡拉諾也將在片中飾演沙塵天使。在此之前，泰勒·席林、克莉絲朵·里德、麗貝卡·利頓豪斯、莎拉·葛林與潔西卡·迪高也被認為會擔任芭卡琳的女主角作用。3月，T·J·米勒的角色確認為黄鼠狼，而巴卡林的角色是「模仿貓」凡妮莎，布莉安娜·海德布蘭德則飾演青少女彈頭。4月，斯克林透漏自己飾演的角色是阿賈克斯。7月，萊絲莉·格塞斯證實，她將飾演盲婦愛兒。8月，導演米勒透露傑德·瑞斯將飾演招聘員。由於在以往的X戰警電影中飾演鋼人的丹尼爾·庫德摩爾拒絕參演，使得改由安德烈·提利科特克斯飾演。

### 設計
2015年3月27日，雷諾斯於自己的Twitter上釋出了死侍的服裝造型，外觀為符合原作漫畫的紅色套裝和面具，和《X戰警：金鋼狼》的模樣大不相同。

### 拍攝
主要拍攝開始於2015年3月23日在加拿大的溫哥華進行。2015年5月29日，宣布殺青。本次电影属于经由Premiere Pro CC所剪辑出来的大型影片之一。

### 配樂
| 曲序     | 曲目                             | 作曲         | 时长    |
| -------- | -------------------------------- | ------------ | ------- |
| 1.       | Angel of the Morning             | 裘絲·紐頓    | 4:12    |
| 2.       | Maximum Effort                   |              | 2:08    |
| 3.       | Small Disruption                 |              | 1:12    |
| 4.       | Shoop                            | Salt-N-Pepa  | 4:08    |
| 5.       | Twelve Bullets                   |              | 2:50    |
| 6.       | Man in a Red Suit                |              | 2:20    |
| 7.       | Liam Neeson Nightmares           |              | 1:56    |
| 8.       | Calendar Girl（1999年修復版）    | 尼尔·萨达卡  | 2:37    |
| 9.       | The Punch Bowl                   |              | 5:55    |
| 10.      | Back to Life                     |              | 2:12    |
| 11.      | Every Time I See Her             |              | 0:54    |
| 12.      | Deadpool Rap                     | TeamHeadKick | 3:25    |
| 13.      | Easy Angel                       |              | 2:31    |
| 14.      | Scrap Yard                       |              | 1:02    |
| 15.      | This Place Looks Sanitary        |              | 6:50    |
| 16.      | Watership Down                   |              | 4:10    |
| 17.      | X Gon' Give It to Ya（錄音編輯） | DMX          | 3:37    |
| 18.      | Going Commando                   |              | 3:46    |
| 19.      | Let's Try to Kill Each Other     |              | 1:00    |
| 20.      | Stupider When You Say It         |              | 2:24    |
| 21.      | Four or Five Moments             |              | 0:54    |
| 22.      | A Face I Would Sit On            |              | 3:07    |
| 23.      | Careless Whisper                 | Wham!        | 5:02    |
| 24.      | Deadpool Rap                     |              | 3:26    |
| 总时长： | 总时长：                         | 总时长：     | 1:08:12 |

## 市場營銷
2015年7月，米勒和劇組成員們參加了該年度的聖地亞哥國際動漫展，並釋出了前導預告片。
2015年8月5日，官方公布高畫質的正式版预告。
從2015年12月14日開始，二十世紀福斯推出了名為「死侍12天」的病毒式行銷，這會在官網每天發布新的關於電影的消息，且第二支新預告於聖誕節釋出。2015年12月25日，釋出第二支正式預告。而萊恩·雷諾斯則於2016年1月21日在臺灣宣傳，他於1月20日抵台。

## 發行
《惡棍英雄：死侍》由二十世紀福斯定於2016年2月12日在美國上映，而臺灣則搶先全球於2016年2月9日上映。原欲引進中國大陸，但因內容涉及寫實暴力、裸露而送審未過。2017年5月，上海电影节官方宣布会在举办期间展映《死侍》，为未删减版本。
在香港，本片的「原汁原味版」被列為三級片，未成年人不允許觀賞，為一刀未剪的107分59秒的電影版本。而「特別處理版」的評級為IIB級（青少年及兒童不宜），不設年齡限制，為107分49秒的電影版本。
在台灣為無刪減版，分級只有輔15級 。

### 評價
電影獲得了正面好評。爛番茄新鮮度83%，基於336條評論，平均分為7.03/10，Metacritic得分65，IMDB得8.1分。據CinemaScore調查，觀眾從A+至F之間平均給了電影「A」的評價。
2016年，《好萊塢報導》將本片列為他們的「最佳漫威漫畫改編電影」名單中的第十三位。

### 票房
美國首映週末票房為1.35億美元，位居當週冠軍；此外，還打破了「最賣座R級漫畫超級英雄電影」（此前為1.345億美元的《刺客聯盟》）和「最賣座R級超級英雄扮相漫畫電影」（此前為1.075億美元的《守護者》）等多項票房紀錄。
台灣方面，首日票房為新台幣4941萬元；首週六天票房為新台幣2.8億元；次週票房累計至新台幣3.58億元；第三週票房累計至新台幣3.92億元；第四週票房累計至新台幣4.09億元；；最終全台票房為新台幣4.2億元。
| 上一届： 《功夫熊貓3》  | 2016年美國週末票房冠軍 第7-9周 | 下一届： 《動物方城市》 |
| 上一届： 《大尾鱸鰻2》  | 2016年台灣週末票房冠軍 第7-8周 | 下一届： 《動物方城市》 |
| 上一届： 《大尾鱸鰻2》  | 2016年台北週末票房冠軍 第7-8周 | 下一届： 《動物方城市》 |
| 上一届： 《恐龍大時代》 | 2016年香港一週票房冠軍 第6-8周 | 下一届： 《倫敦淪陷》   |

## 获奖
《死侍》获众多荣誉肯定，演员方向以雷諾斯的演出最受好评，电影在化妆、音效、视觉效果等技术领域赢得认可，还有奖项肯定本片的大力宣传推广。影片入围两项金球獎、四项评论家选择电影奖（两项胜出）、一项美国导演工会奖、五项帝國獎、七项金预告片奖（拿下两项）、八项MTV影視大獎（两项获奖）、四项人民选择奖（两项得奖）、六项青少年选择奖（两项胜出）、三项土星獎（拿下一项）、美国编剧工会奖、雨果奖、美國製片人協會奖各一项；电影的市场宣传入围两项主要艺术奖而且全部胜出。此外，《死侍》还入选许多影评人的2016年十大佳片。

## 續集
2015年8月，提姆·米勒談到如果能推出續集的話將會有機堡的登場。2015年9月，制作人金伯格称续集正在开发中。在電影大獲成功後，福斯同意發展續集，瑞斯和韋尼克回歸撰寫劇本，而米勒則有望繼續執導。2016年4月，證實雷諾斯將繼續參演續集。2016年4月，福斯證實了米勒、瑞斯、韋尼克和雷諾斯確定回歸參與續集。2016年10月，提姆·米勒宣布不会执导续集。而作曲家Junkie XL也同樣不再參與續集。11月，大衛·雷奇接任導演一職。2017年2月，德魯·戈達德加入參與續集的劇本創作。同月，據加拿大導演協會透露，續集將於2017年6月19日至9月18日間拍攝。3月，雷諾斯宣布曾於電視劇《亞特蘭大》中參演的薩琪·畢茲將在續集中飾演多米諾。4月，宣布機堡由喬許·布洛林飾演；此外，他在另一邊也在漫威本家的《復仇者聯盟3：無限之戰》中飾演薩諾斯。

### 《死侍：好心沒好報》（2017年）
《死侍：好心沒好報》（Deadpool: No Good Deed）是一支由雷特·瑞斯編劇、大衛·雷奇執導的短片，於2017年3月隨著美國戲院放映前播出，而雷諾斯也再度在此飾演死侍。在美國放映後，雷諾斯在YouTube上釋出該短片的加長版本。該短片也充當了《惡棍英雄：死侍》未命名的續集前導。後來，瑞斯在Twitter上確認該短片不是宣傳片或續集的預告片，而是為《羅根》特別拍攝的。史丹·李也於當中客串演出。

## 軼事
片尾字幕後死侍前來提醒仍在場的觀眾離場的片段就是向電影及電視劇致敬。

## 備註
1. ↑  依照電影上映順序。
2. ↑  依照電影上映順序。
3. ↑  鋼人是由數位演員共同飾演，由史提芬·卡皮契配音、安德烈·提利科特克斯（英语：Andre Tricoteux）動態捕捉、T·J·史托姆最後場景的動態捕捉、動態捕捉執導格雷格·拉薩爾提供最後場景的面部呈現和葛倫·恩尼斯則提供了角色的背後輪廓。

## 外部連結
- 互联网电影数据库（IMDb）上《惡棍英雄：死侍》的资料（英文）
- Box Office Mojo上《惡棍英雄：死侍》的資料（英文）
- Metacritic上《惡棍英雄：死侍》的資料（英文）
- 爛番茄上《惡棍英雄：死侍》的資料（英文）
- AllMovie上《惡棍英雄：死侍》的资料（英文）
- 開眼電影網上《惡棍英雄：死侍》的資料（繁體中文）
- Yahoo奇摩電影上《惡棍英雄：死侍》的資料（繁體中文）
- 雅虎香港電影上《惡棍英雄：死侍》的資料（繁體中文）
- 豆瓣电影上《惡棍英雄：死侍》的資料 （简体中文）
- 时光网上《惡棍英雄：死侍》的資料（简体中文）